# Raptor (montaña rusa)

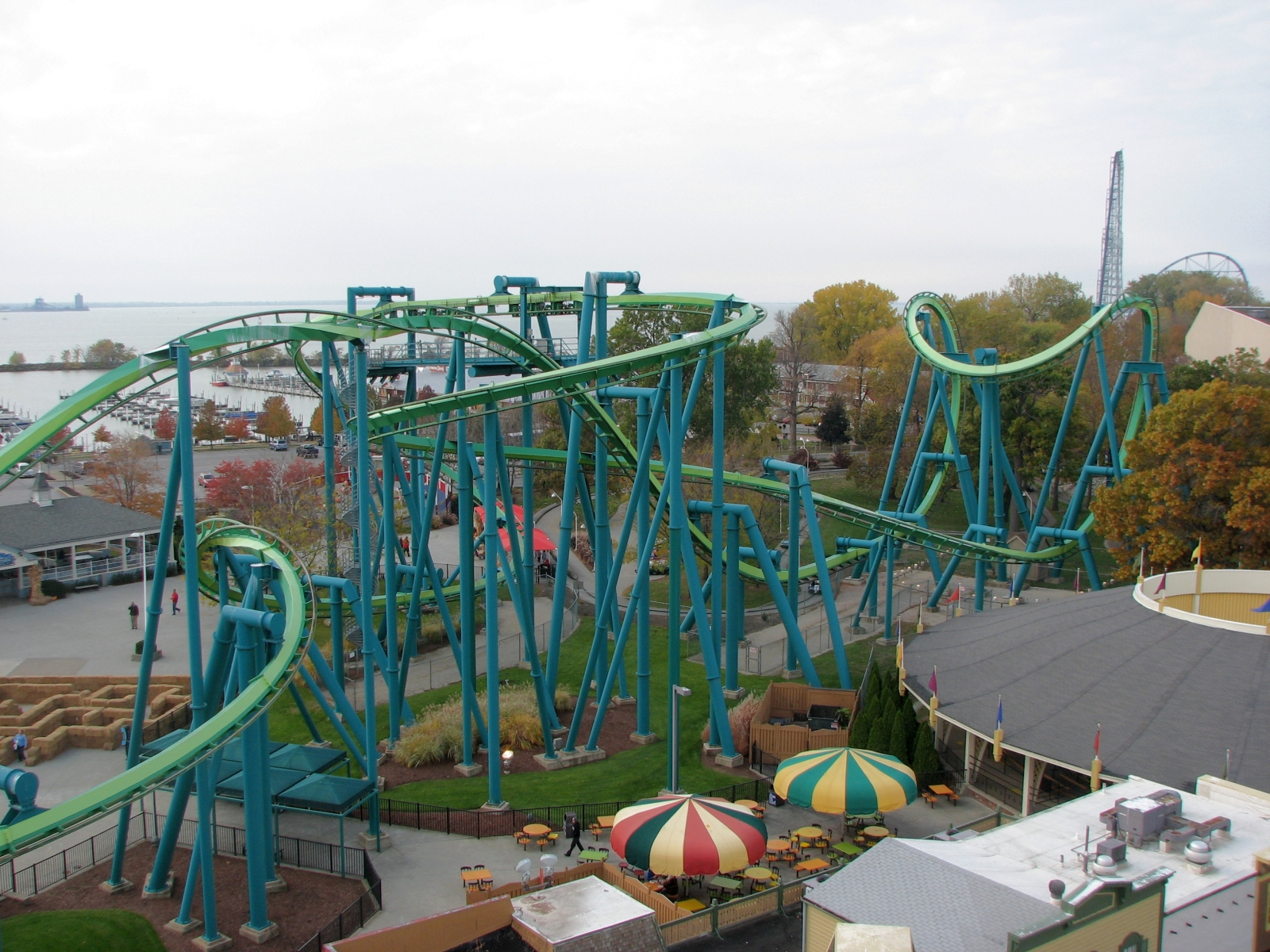
La Montaña Rusa "Raptor" del Parque de Atracciones Cedar Point en Ohio. Vista desde un camino elevado. 2008

Raptor es una montaña rusa que se encuentra en el parque de atracciones de Cedar Point, Ohio.

## Historia
Diseñada por Bolliger & Mabillard (B&M), fue inaugurada en mayo de 1994, y fue la primera coaster invertida que introdujo un "cobra-roll". B&M utilizó los planos de la coaster "Batman The Ride" de Six Flags para diseñar esta, pero cuando fue inaugurada la superó a esta convirtiéndose en la montaña rusa invertida más alta del mundo y una de las más avanzadas construidas por la compañía.
Fue la coaster número once introducida por Cedar Point, y la revista Amusement Today la posicionó como la decimonovena mejor montaña rusa del mundo del año 2007.
En 2009 fue inaugurada una Raptor en Fantasilandia, el parque de diversiones más grande de Chile y se convirtió rápidamente en una de las más concurridas atracciones. Sin embargo, es sólo una coincidencia en nombres, ya que la montaña rusa llamada Raptor ubicada en Fantasilandia, es del fabricante Vekoma, del tipo Suspended Looping Coaster.

## Ficha
| Localización      | Cedar Point       |
| Tipo              | Acero - Invertida |
| Altura            | 40 metros         |
| Velocidad         | -70 km/h          |
| Longitud          | 1155 metros       |
| Nº de inversiones | 6                 |

| Localización      | Fantasilandia     |
| Tipo              | Acero - Invertida |
| Altura            | 4 metros          |
| Velocidad         | 90 km/h           |
| Longitud          | 620 metros        |
| Nº de inversiones | 6                 |